# Primera División Femenina de Venezuela 2022
La temporada 2022 de la Primera División de Venezuela conocida como la Liga FUTVE FFEM1 es la 1.ª edición de la Primera División Femenina de Venezuela desde la creación en 2022. El torneo lo organiza la Liga FUTVE bajo la supervisión de la Federación Venezolana de Fútbol.
Un total de 14 equipos participan en la competición. El campeón clasifica a la Copa Libertadores 2023.

## Sistema de juego
La Asamblea General Extraordinaria de la Liga FUTVE aprobó las normas reguladoras de la temporada 2022 y así quedó establecido que el torneo único empezaría el 16 de mayo, con la participación de 14 clubes y un formato revisado debido a la reducción en el número de equipos aprobados.
La temporada 2022, que se extiende de forma continua hasta la última semana de septiembre, contempla dos instancias de competición: una Fase de Grupos que se juega con el sistema «2 Grupos» a dos vueltas, en total son 12 jornadas; para el Grupo B y Grupo A, y una Fase Final en la que se disputa una eliminatoria para definir la Campeona del Torneo.

## Datos de los clubes
Grupo A
| Carabobo                                  | Valencia      | Bandera de Venezuela | Polideportivo Misael Delgado                    | 6000   | Givova      |
| Deportivo Lara                            | Cabudare      | Bandera de Venezuela | Estadio Farid Richa                             | 38 755 | Attle       |
| Deportivo Táchira                         | San Cristóbal | Bandera de Venezuela | Cancha Alterna de Polideportivo de Pueblo Nuevo | 38 755 | Attle       |
| Estudiantes de Mérida                     | Mérida        | Bandera de Venezuela | Guillermo Soto Rosa                             | 42 200 | New Arrival |
| Hermanas Colmenarez                       | Barinas       | Bandera de Venezuela | Reinaldo Melo                                   | 25 500 | RS          |
| Madeira Club                              | Cabudare      | Bandera de Venezuela | Reinaldo Melo                                   | 25 500 | RS          |
| Zulia FC                                  | Maracaibo     | Bandera de Venezuela | Lino Alonso                                     | 25 500 | RS          |
| Datos actualizados al 22 de mayo de 2023. |               |                      |                                                 |        |             |

Grupo B
| Academia Anzoátegui                       | Puerto La Cruz | Bandera de Venezuela | Futsal Park de Los Samanes           | 2000   | Givova      |
| ADIFFEM                                   | Miranda        | Ezequiel Moreno      | Futsal Park de Los Samanes           | 6000   | Givova      |
| Bolivar                                   | Ciudad Bolivar | Bandera de Venezuela | Estadio Venalum                      | 10 400 | New Arrival |
| Caracas                                   | Caracas        | Bandera de Venezuela | Cocodrilos Sports Park               | 20 900 | RS          |
| Deportivo La Guaira                       | La Guaira      | Bandera de Venezuela | Cancha La Guacamaya                  | 38 755 | Attle       |
| Metropolitanos                            | Caracas        | Bandera de Venezuela | Las Mercedes                         | 20 900 | RS          |
| Monagas                                   | Maturín        | Bandera de Venezuela | Cancha Alterna Monumental de Maturín | 51 796 | RS          |
| Datos actualizados al 21 de mayo de 2023. |                |                      |                                      |        |             |